# Гога, Октавиан
Октавиан Гога (рум. Octavian Goga; 1 апреля 1881, Решинари, около Сибиу — 7 мая 1938, Чуча, около Клужа) — румынский поэт, драматург, академик, ультраправый политический деятель, премьер-министр Румынии с 28 декабря 1937 по 11 февраля 1938. Действительный член Румынской Академии (1919).

## Биография
Октавиан Гога родился в селе Рэшинарь под Сибиу в Трансильвании. Его отец — Иосиф Гога, был православным священником; мать — Аурелия (Аврелия), учительница. Октавиан Гога окончил Будапештский университет. Был активным участником румынского народного движения в Трансильвании. Ещё до Первой мировой войны арестовывался венгерскими властями. Несколько раз, до объединения Трансильвании с Румынией, скрывался в Румынии, где принимал участие в литературной и политической жизни. В 1920 и 1926 гг. Гога занимал должность министра искусств и министра внутренних дел в правительстве генерала А. Авереску. 
В 1935 году возглавил профашистскую Национал-христианскую партию. Являлся почетным членом Русской фашистской партии. В 1930-х гг. участвовал в руководстве ряда румынских банков и монополий, через которые был связан с иностранным капиталом. с 28 декабря 1937 по 11 февраля 1938 — премьер-министр. Правительство Гоги, в состав которого в качестве министра входил Александру К. Куза, проводило националистический профашистский курс с ориентацией на гитлеровскую Германию во внешней политике. Был принят ряд антисемитских законов, евреи были лишены румынского гражданства.

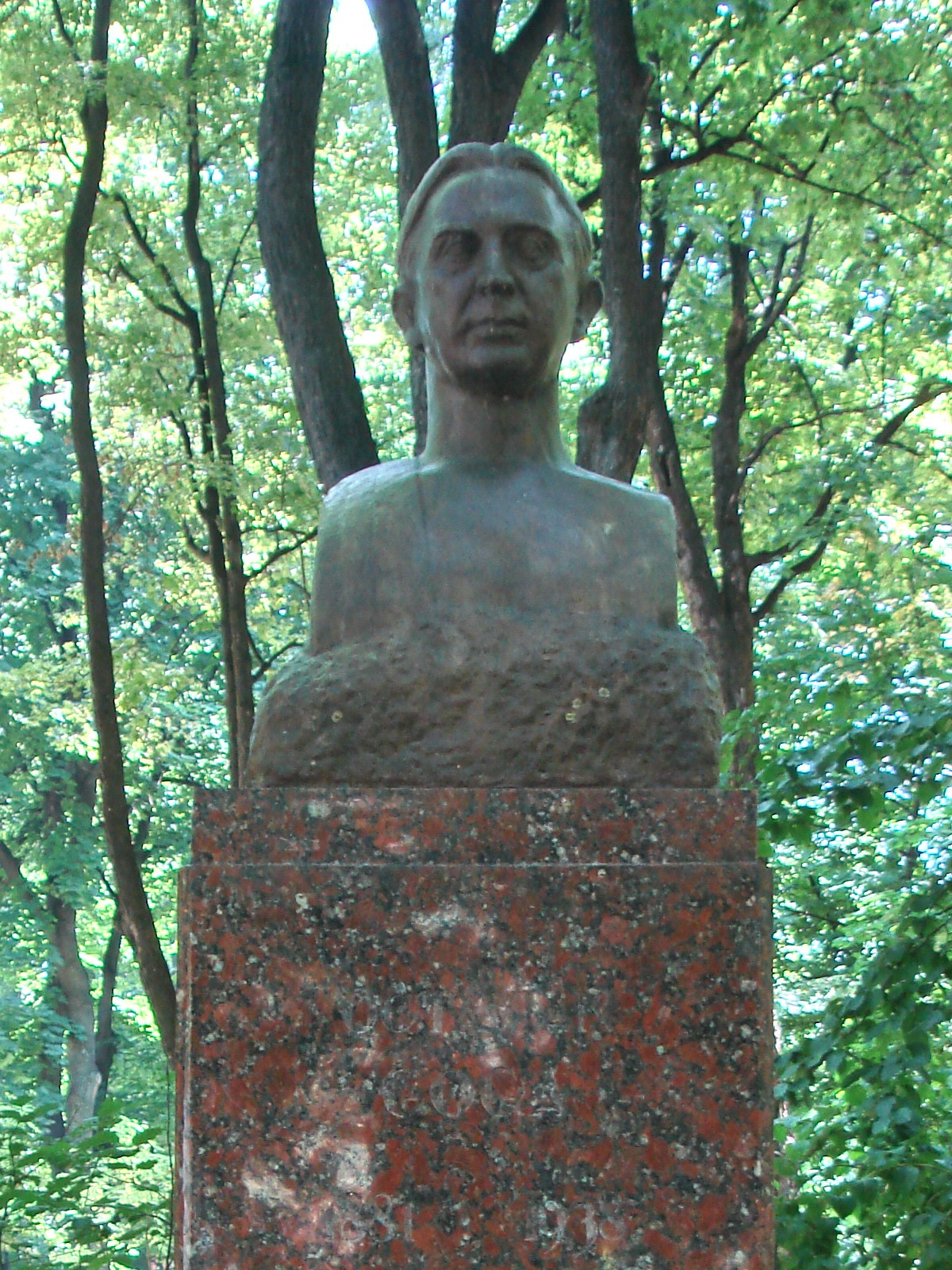
Бюст в Аллее Классиков

После увольнения, Октавиан Гога поселился в своём имении в Трансильвании, где и скончался от кровоизлияния в мозг 7 мая 1938 года.
Генерал-фельдмаршал Э. фон Манштейн писал об отдыхе в Румынии по приглашению Й. Антонеску летом 1942 года и указывает другую версию смерти Гоги: "Нас очень любезно приняла госпожа Гога, супруга бывшего, умершего премьер-министра и интимный друг дома Антонеску. Ранее дом принадлежал ей, и она показала нам хорошо обставленные помещения: жилую комнату, столовую, две спальни. Она представила нам также персонал виллы и сказала при этом тихо, но настойчиво, что мы вполне можем полагаться на повара. Это напоминало нам о том, что мы находимся на Балканах. Действительно, премьер-министр Гога, избравший дружественный Германии курс, был отравлен. Когда во время нашего пребывания маршал Антонеску заболел легким желудочным расстройством, он первым делом рассчитал повара. Вообще нас хранили как зеницу ока. Всегда за нами «незаметно» следовали два немецких и два румынских служащих уголовной полиции". 
Внучкой О. Гога была актриса Илинка Томоровяну.